# Glaciar Illecillewaet
El glaciar Illecillewaet (pronunciación en inglés: /ˌɪləˈsɪləwət/) es un glaciar en Columbia Británica (Canadá). Está situado en parque nacional Glacier, en las montañas Selkirk. Es uno de los glaciares más estudiados de Norteamérica gracias a su fácil acceso por carretera y ferrocarril. Su retroceso a lo largo de los últimos cien años ha sido muy estudiado.

## Características físicas
El glaciar está situado al sur del monte Sir Donald en las montañas Selkirk, al oeste del paso de montaña Rogers, en Columbia Británica. La nivación del Illecillewaet alimenta otros tres glaciares: el Asulkan, el Geikie y el Deville.A fecha de 2002, la zona de acumulación del glaciar era de 4,92 km² y su zona de ablación, de 3,91 km². La suma de ambas zonas da 8,83 km², que es su área total.Se estima que su profundidad media es de 100 m y su punto más alto se encuentra a 2800 m.